# Jamestown (Tennessee)
Jamestown é uma cidade localizada no estado norte-americano de Tennessee, no Condado de Fentress.

## Demografia
Segundo o censo norte-americano de 2000, a sua população era de 1839 habitantes.
Em 2006, foi estimada uma população de 1898, um aumento de 59 (3.2%).

## Geografia
De acordo com o United States Census Bureau tem uma área de 7,5 km², dos quais 7,5 km² cobertos por terra e 0,0 km² cobertos por água. Jamestown localiza-se a aproximadamente 513 m acima do nível do mar.

## Localidades na vizinhança
O diagrama seguinte representa as localidades num raio de 36 km ao redor de Jamestown.